# Гродно (Торуньский повет)
Гро́дно — деревня в гмине Хелмжа Торуньского повета Куявско-Поморского воеводства, в северо-центральной Польше.